# Novéant-sur-Moselle
Novéant-sur-Moselle – miejscowość i gmina we Francji, w regionie Grand Est, w departamencie Mozela.
Według danych na rok 1990 gminę zamieszkiwało 1781 osób, a gęstość zaludnienia wynosiła 138 osób/km² (wśród 2335 gmin Lotaryngii Novéant-sur-Moselle plasuje się na 235. miejscu pod względem liczby ludności, natomiast pod względem powierzchni na miejscu 427.).